# Swiss Re
Swiss Reinsurance Company Ltd, aangeduid als Swiss Re, is een herverzekeringsbedrijf uit Zürich, Zwitserland. Het is 's werelds op een na grootste herverzekeraar.
Het bedrijf is opgericht in 1863 en opereert in kantoren verspreid over meer dan 25 landen, waaronder Nederland en Luxemburg. In 2006 nam Swiss Re GE Insurance Solutions over. In de Forbes Global 2000 ranglijst van bedrijven wereldwijd van groot naar klein, komt Swiss Re in 2017 op plaats 130.
In Nederland was het bedrijf onder andere actief als moederbedrijf van zorgverzekeraar IptiQ, dat van 2018 tot 2021 als risicodrager met merken van CAK Volmacht B.V. (Promovendum, National Academic, Besured), zorgpolissen aanbood.
Leden:
American International Group · Allianz Trade · Atradius · Aviva · AXA · 
Chubb · Coface · Credendo · Green Stars · Groupama · Münchener Rück · Ping An Insurance · 
Swiss Re · Travelers · Zurich Insurance Group
Oud-leden:
N.V. Nationale Borg-Maatschappij